# یونیتا (یوتا)
یونیتا (به انگلیسی: Uintah) شهری در ایالت یوتا کشور ایالات متحده آمریکا است که جمعیت آن در سرشماری سال ۲۰۱۰ میلادی، ۱٬۳۲۲ نفر بوده‌است.